# Кшива (гмина Сенкова)
Кши́ва (пол. Krzywa, русин. Криве) — село в Польше, находится в гмине Сенкова Горлицком повяте Малопольского воеводства.

## География
Село находится около польско-словацкой границе в 12 км от Сенковы, в 18 км от Горлице и в 116 км от Кракова. Через село проходит дорога 977 из Тарнова до пограничного пункта Конечна-Бечеров.

## Население
Численность населения на 2009 год составляла 189 человек.
До конца Второй мировой войны в селе проживали лемки. В 1946—1947 годах большинство жителей села были переселены во время операции «Висла» на западные территории Польши.

## Достопримечательности
- Церковь святых Космы и Дамиана — католическая церковь, входящая в туристический маршрут «Путь деревянной архитектуры».
- Воинское кладбище времён Первой мировой войны.
- На дороге между Кшивой и Баницей находится памятный знак, посвящённый экипажу самолёта, погибшего во время Второй мировой войны.

## Источник
- Krzywa, Słownik geograficzny Królestwa Polskiego i innych krajów słowiańskich, Tom VI, 1884.